# Arthur Brown Jr.
Arthur Brown Jr. (1874-1957) fue un arquitecto estadounidense, residente en San Francisco y diseñador de muchos de sus monumentos. Es conocido por su trabajo con John Bakewell Jr. como Bakewell and Brown, junto con trabajos posteriores después de la disolución de la sociedad en 1927.

## Carrera profesional

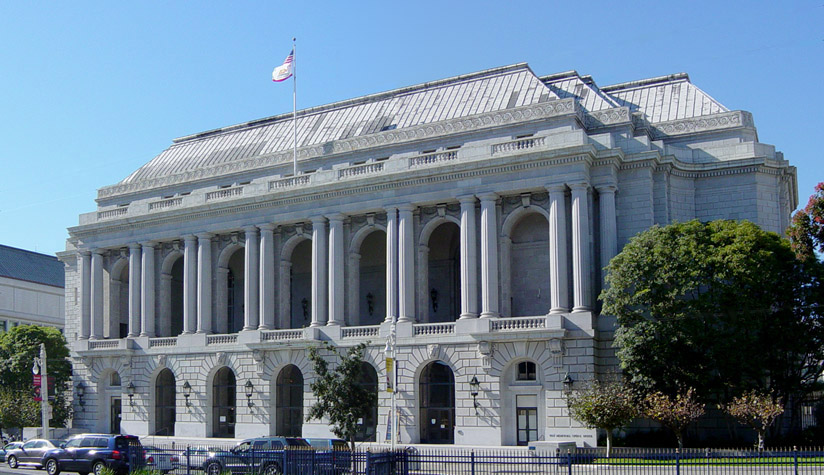
Ópera War Memorial, San Francisco

Brown fue miembro de la fraternidad Beta Theta Pi y se graduó de la Universidad de California, Berkeley en 1896, donde él y su futuro socio, John Bakewell Jr. (1872–1963), también miembro de Beta Theta Pi, fueron ambos protegidos del famoso arquitecto del Área de la Bahía, Bernard Maybeck. Brown fue a París y se graduó de la École des Beaux-Arts en 1901, asistiendo al taller de Victor Laloux, antes de regresar a San Francisco para establecer su práctica con Bakewell en 1905.
Sus primeros encargos incluyeron el interior de los City of Paris Dry Goods Co. y el ayuntamiento de Berkeley, antes de participar en el concurso para el Ayuntamiento de San Francisco de 1915, por el que son más conocidos. Brown también diseñó el War Memorial Opera House y el Veterans Building de la ciudad, el primero en colaboración con G. Albert Lansburgh. Brown recibió una formación en la tradición academicista francesa, y en el proyecto del ayuntamiento su atención se extendió a los detalles más pequeños de las lámparas, los patrones del suelo y los pomos de las puertas.
Además de sus conocidas obras monumentales, Bakewell y Brown diseñaron varias casas en el estilo Arts and Crafts defendido por Maybeck. Entre las primeras se encontraban dos "casas dobles" con estructura de madera roja para la Universidad de Stanford en 1908, y la única casa de fraternidad que diseñaron de novo, la Casa Capitular Beta Chi de Sigma Nu en 1910 (arrasada por la Universidad en 1991 a pesar de los esfuerzos de estudiantes y exalumnos para darle designación histórica y restaurarlo). Más tarde diseñaron adiciones a la casa Beta Theta Pi de 1893 de Ernest Coxhead en la que habían vivido como estudiantes universitarios, la cual es en la actualidad un hito catalogado en Berkeley.

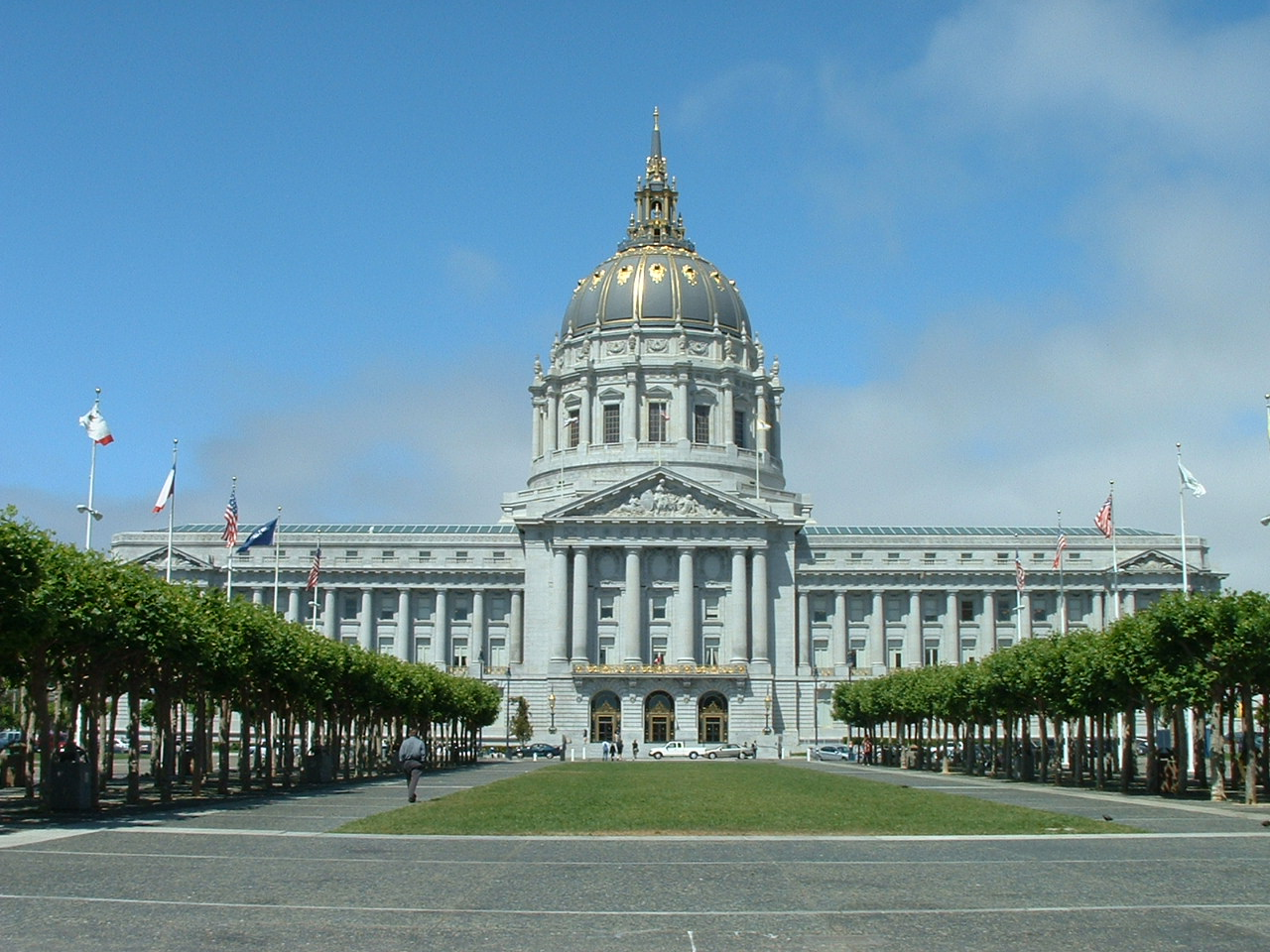
Ayuntamiento de San Francisco, terminado en 1915

La firma pasó a diseñar una serie de puntos de referencia familiares de San Francisco y muchos edificios en la Universidad Stanford, antes de que Brown disolviera la sociedad en 1927. Por razones contractuales, muchos edificios en Stanford durante la década de 1930 continuaron acreditándose a ambos.
Bakewell y Brown también diseñaron el Templo Emmanuel (1926) de inspiración bizantina en Lake St. y Arguello Blvd. en San Francisco, y el Ayuntamiento de Pasadena (1927).,
La mayoría de las obras posteriores de Brown en San Francisco emplearon un clasicismo simplificado. La Coit Tower de hormigón vertido (1932), que corona Telegraph Hill, es un hito modernista importante en el Área de la Bahía. Coit Tower fue el sitio de algunos de los primeros murales de obras públicas ejecutados bajo la Administración de Obras Públicas, más tarde conocida como WPA. "La naturaleza primitiva de Coit Tower se presta mejor a ese tipo de cosas que otros edificios públicos", fue la primera reacción de Arthur Brown al proyecto. Diego Rivera incluyó a Brown entre los diseñadores y artesanos en su mural al fresco de The Making of a Fresco Showing the Building of a City (1931).

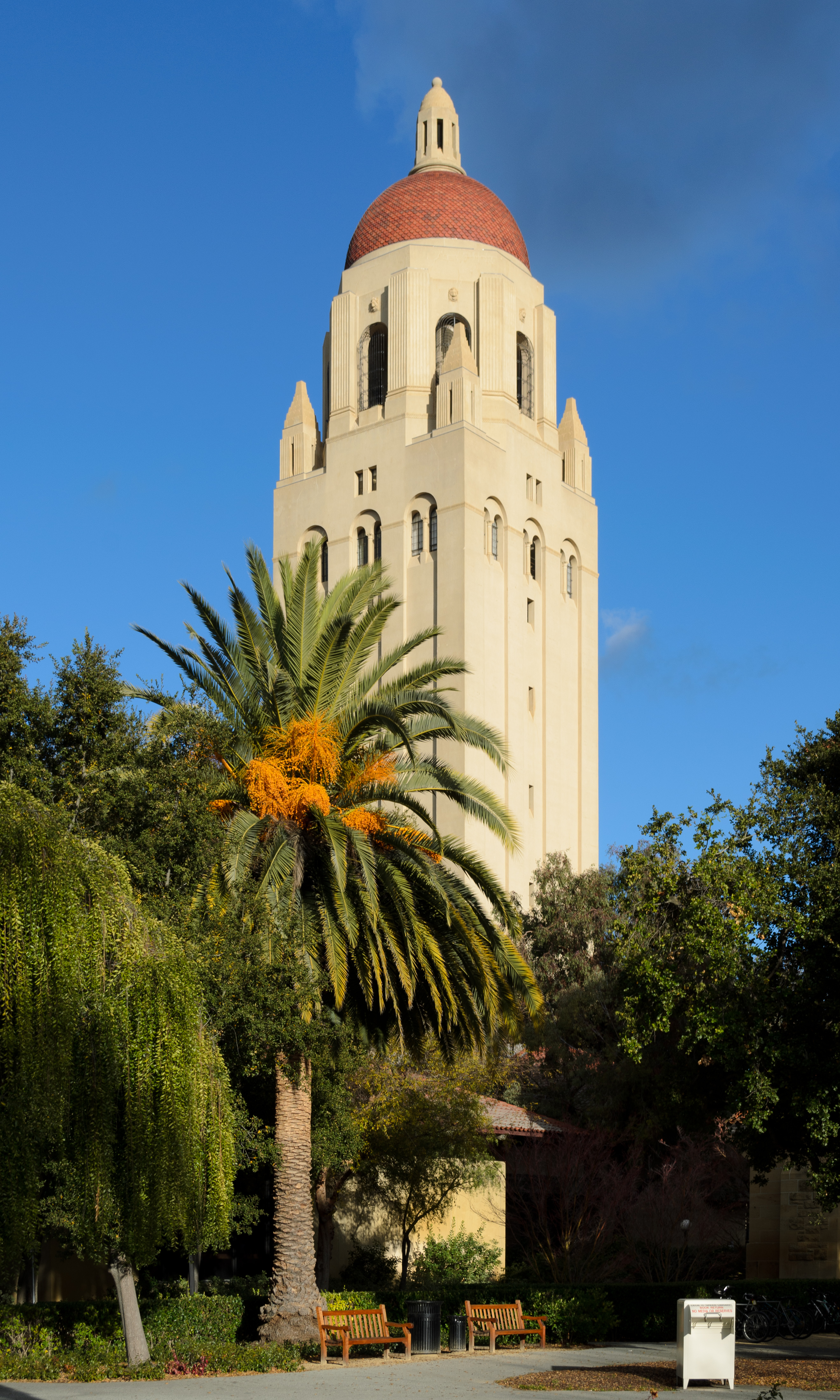
Torre Hoover (1941)

En Washington D. C. Brown diseñó el Edificio de la Comisión de Comercio Interestatal, su casi gemelo, el Edificio del Departamento de Trabajo, y el Auditorio Andrew W. Mellon. Los tres forman parte del Triángulo Federal, el proyecto de construcción más grande realizado por el gobierno federal de los EE. UU. antes del Pentágono. Los diseños preliminares se iniciaron en 1927, con la construcción en los años de la Gran Depresión entre 1932 y 1934. Los nuevos edificios debían diseñarse para reflejar la "dignidad y el poder de la nación".
Los últimos trabajos de Brown fueron principalmente en UC Berkeley, donde Brown se desempeñó como planificador del campus y arquitecto jefe desde 1936 hasta 1950. Sus principales edificios allí incluyen Sproul Hall, la Biblioteca Bancroft, y el Edificio Cyclotron,  encargado por Ernest Lawrence y Robert Oppenheimer.

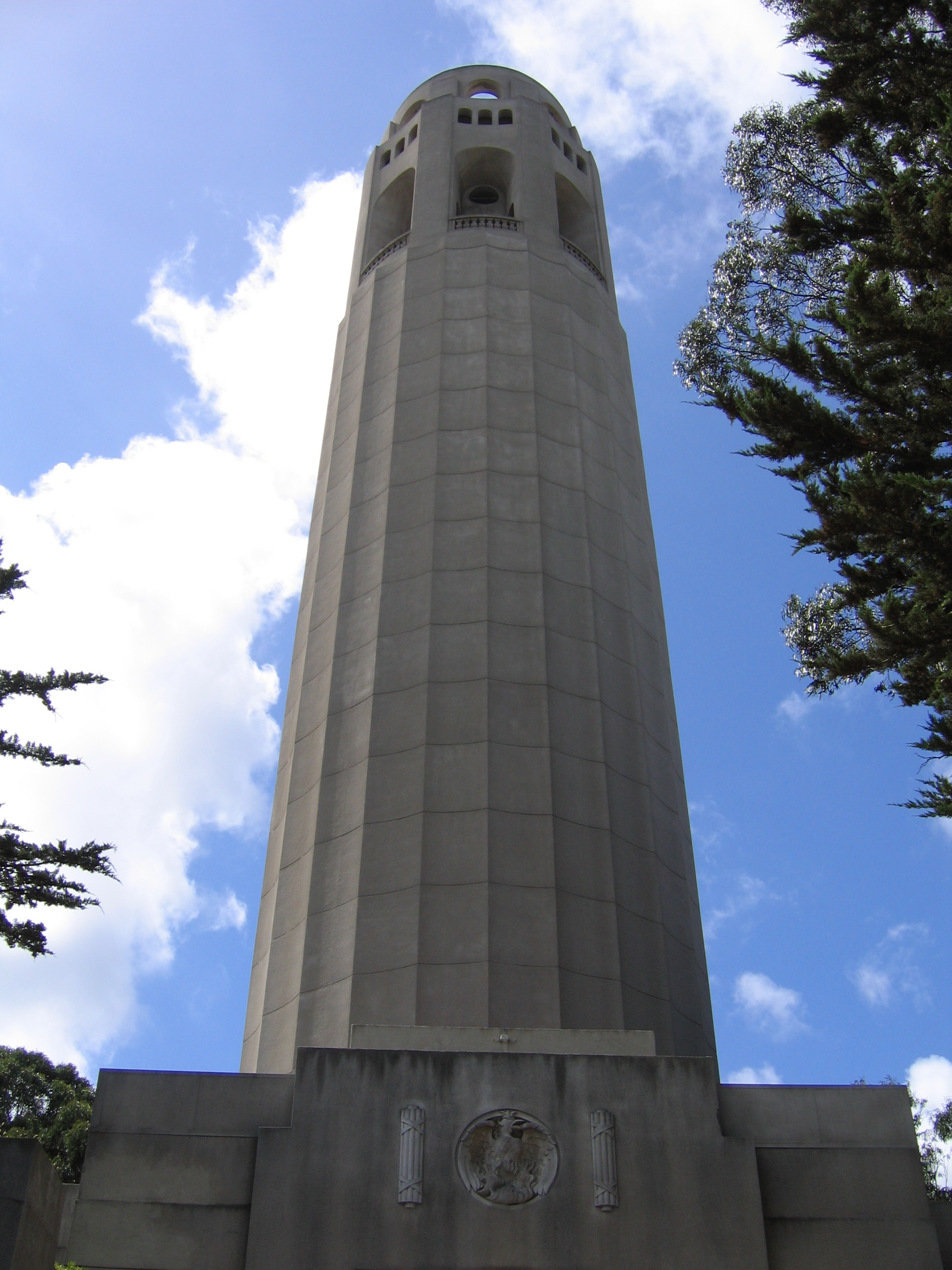
Coit Tower, inaugurada en 1933

Brown fue elegido miembro del American Institute of Architects en 1930. Entre los dibujantes de su oficina estaba Clarence W. W. Mayhew. En 1943, Brown fue elegido miembro de la Academia Nacional de Dibujo como miembro asociado y en 1953 se convirtió en miembro de pleno derecho.

## Obras
En San Francisco a menos que se indique lo contrario:
- Finca Folger,[9] Woodside, California, 1905
- Interior de City of Paris Dry Goods Co., 1906–09
- Ayuntamiento, Berkeley, 1908–09
- "Casas Dobles" y Sala Capitular Beta Chi de Sigma Nu, Universidad Stanford, 1908-1910
- Edificio de Horticultura, Exposición Internacional Panamá-Pacífico, 1915
- Ayuntamiento de San Francisco, 1915
- Union Station (San Diego), 1915
- Pabellón Burnham, Universidad Stanford, 1921
- Salón Toyon, Universidad Stanford, 1923
- Instituto de Arte de San Francisco, 1925
- Templo Emanu-El, 1926
- Pacific Gas and Electric Company General Office Building and Annex, 1926
- Palacio Municipal de Pasadena, Pasadena, 1927
- Hospital de San José (San Francisco), 1928
- Hospital Cowell Memorial, Universidad de California en Berkeley, 1930
- Gimnasio Roble, Universidad Stanford, 1931
- War Memorial Opera House, con G. Albert Lansburgh, 1932
- Coit Tower, 1933
- Edificio del Departamento de Trabajo, Washington D. C., 1934
- Andrew W. Mellon Auditorium, Washington D. C., 1935
- 50 United Nations Plaza Federal Office Building, 1936
- Terminal Transbay de San Francisco, con Timothy L. Pflueger, 1939
- Torre Hoover, Universidad Stanford, 1941
- Edificio Ciclotrón, 1940; Salón Sproul, 1941; Salón menor, 1941; Laboratorio Donner, 1942; Biblioteca Bancroft, 1949, Universidad de California en Berkeley[7][10]